# Campeonato Brasileiro de League of Legends de 2021
O Campeonato Brasileiro de League of Legends de 2021 foi o 10º ano da principal competição do jogo de computador League of Legends no Brasil. Participam dez equipes associadas à um sistema de franquias (no sentido de empresa) durante todo o campeonato, dividido em duas etapas, sendo possível uma equipe vender sua vaga entre as etapas para outra equipe de fora interessada. O campeão da 1ª etapa representou o CBLOL no Mid-Season Invitational 2021, enquanto o campeão da 2ª etapa representou o CBLOL no Campeonato Mundial de League of Legends de 2021.
A primeira etapa começou em 16 de janeiro e terminou em 18 de abril, tendo a paiN Gaming como campeã, conquistando seu terceiro título de CBLOL. A segunda etapa começou em 5 de junho e terminará em 4 de setembro, tendo a RED Canids Kalunga como campeã, conquistando seu segunda título de CBLOL.
A edição de 2021 marcou o início do sistema de franquias, onde dezoito equipes foram avaliadas e selecionadas pela Riot Games, que apresentou uma série de critérios para aprovação, dentre elas o valor R$ 4,4 milhões para as equipes que não disputavam o CBLOL entrarem e R$ 4 milhões para aquelas que já disputavam o campeonato.

## Primeira Etapa

### Fase de pontos
| Pos. | Equipe             | V  | D  | Classificação                   |
| ---- | ------------------ | -- | -- | ------------------------------- |
| 1    | Flamengo Esports   | 13 | 5  | Avança para as semifinais       |
| 2    | Vorax Liberty      | 13 | 5  | Avança para as semifinais       |
| 3    | RED Canids Kalunga | 12 | 6  | Avança para as quartas de final |
| 4    | LOUD               | 11 | 7  | Avança para as quartas de final |
| 5    | paiN Gaming        | 11 | 7  | Avança para as quartas de final |
| 6    | KaBuM! Esports     | 9  | 9  | Avança para as quartas de final |
| 7    | INTZ               | 6  | 12 | Eliminado                       |
| 8    | Cruzeiro Esports   | 6  | 12 | Eliminado                       |
| 9    | FURIA              | 5  | 13 | Eliminado                       |
| 10   | Rensga             | 4  | 14 | Eliminado                       |

### Eliminatórias
|  | Quartas de final | Quartas de final | Quartas de final |  |  | Semifinais | Semifinais  | Semifinais |  |  | Final | Final       | Final |
|  |                  |                  |                  |  |  |            |             |            |  |  |       |             |       |
|  |                  |                  |                  |  |  | 1          | Flamengo    | 2          |  |  |       |             |       |
|  | 5                | paiN Gaming      | 3                |  |  | 5          | paiN Gaming | 3          |  |  |       |             |       |
|  | 4                | LOUD             | 2                |  |  |            |             |            |  |  | 5     | paiN Gaming | 3     |
|  |                  |                  |                  |  |  |            |             |            |  |  | 2     | Vorax       | 1     |
|  |                  |                  |                  |  |  | 2          | Vorax       | 3          |  |  |       |             |       |
|  | 3                | RED Canids       | 3                |  |  | 3          | RED Canids  | 1          |  |  |       |             |       |
|  | 6                | KaBuM!           | 1                |  |  |            |             |            |  |  |       |             |       |

## Segunda Etapa

### Mudanças
- A parceria entre E-Flix eSports, dona da vaga, e Cruzeiro terminou após a Primeira Etapa. A equipe foi renomeada para Netshoes Miners.[5]

- A parceria entre Vorax e Havan Liberty começou para a Segunda Etapa. A equipe foi renomeada para Vorax Liberty.[6]

### Fase de pontos
| Pos. | Equipe             | V  | D  | Classificação                   |
| ---- | ------------------ | -- | -- | ------------------------------- |
| 1    | paiN Gaming        | 14 | 4  | Avança para as semifinais       |
| 2    | Vorax Liberty      | 12 | 6  | Avança para as semifinais       |
| 3    | Flamengo Esports   | 12 | 6  | Avança para as quartas de final |
| 4    | Rensga             | 11 | 7  | Avança para as quartas de final |
| 5    | LOUD               | 10 | 8  | Avança para as quartas de final |
| 6    | RED Canids Kalunga | 10 | 8  | Avança para as quartas de final |
| 7    | KaBuM! Esports     | 7  | 11 | Eliminado                       |
| 8    | INTZ               | 5  | 13 | Eliminado                       |
| 9    | Netshoes Miners    | 5  | 13 | Eliminado                       |
| 10   | FURIA              | 4  | 14 | Eliminado                       |

### Eliminatórias
|  | Quartas de final | Quartas de final | Quartas de final |  |  | Semifinais | Semifinais    | Semifinais |  |  | Final | Final      | Final |
|  |                  |                  |                  |  |  |            |               |            |  |  |       |            |       |
|  |                  |                  |                  |  |  | 1          | paiN Gaming   | 2          |  |  |       |            |       |
|  | 4                | Rensga           | 3                |  |  | 4          | Rensga        | 3          |  |  |       |            |       |
|  | 5                | LOUD             | 0                |  |  |            |               |            |  |  | 4     | Rensga     | 1     |
|  |                  |                  |                  |  |  |            |               |            |  |  | 6     | RED Canids | 3     |
|  |                  |                  |                  |  |  | 2          | Vorax Liberty | 1          |  |  |       |            |       |
|  | 3                | Flamengo         | 0                |  |  | 6          | RED Canids    | 3          |  |  |       |            |       |
|  | 6                | RED Canids       | 3                |  |  |            |               |            |  |  |       |            |       |